# Skrzyńsko (gmina)
Skrzyńsko – dawna gmina wiejska istniejąca do 1954 roku w woj. kieleckim, łódzkim i ponownie kieleckim. Siedzibą władz gminy było Skrzyńsko. 
Za Królestwa Polskiego gmina Skrzyńsko należała do powiatu opoczyńskiego w guberni radomskiej. 1 stycznia?/13 stycznia 1870 do gminy przyłączono pozbawione praw miejskich Skrzynno.
W okresie międzywojennym gmina Skrzyńsko należała do powiatu opoczyńskiego w woj. kieleckim. 1 kwietnia 1939 roku gminę wraz z całym powiatem opoczyńskim przeniesiono do woj. łódzkiego. Po wojnie gmina przez krótki czas zachowała przynależność administracyjną, lecz już 6 lipca 1950 roku została wraz z całym powiatem przyłączona z powrotem do woj. kieleckiego.
1 lipca 1952 roku gmina składała się z 16 gromad: Beźnik, Beźnik kol., Brogowa, Gliniec, Janików, Kamień Duży, Klonowa, Komorów, Krajów, Romualdów, Skrzynno, Skrzyńsko, Wistka, Wydrzyn, Zagórze i Zbożenna.
Jednostka została zniesiona 29 września 1954 roku wraz z reformą wprowadzającą gromady w miejsce gmin. Po reaktywowaniu gmin 1 stycznia 1973 roku gminy Skrzyńsko nie przywrócono, a jej dawny obszar wszedł głównie w skład gmin: Przysucha i Rusinów w powiecie przysuskim w województwie kieleckim.